# 茨沃豪
茨沃豪是德国萨克森州的一个市镇。总面积18.84平方公里，总人口1080人，其中男性532人，女性548人（2011年12月31日），人口密度57人/平方公里。